# José Manuel Jurado
José Manuel Jurado Marín, född 29 juni 1986 i Sanlúcar de Barrameda, är en spansk fotbollsspelare (mittfältare) som spelar för spanska Cádiz. 
Den 21 juni 2018 värvades Jurado av saudiarabiska Al-Ahli.